# Spijsolie
Spijsoliën zijn oliën die in voedingsmiddelen worden gebruikt. De meeste zijn van plantaardige oorsprong (plantaardige oliën), een uitzondering is visolie.